# دورت‌یول (تاش‌اوا)
دورت‌یول (به لاتین: Dörtyol) یک منطقهٔ مسکونی در ترکیه است که در تاشوا واقع شده‌است.